# Лохвицький Кіндрат Андрійович
Кіндрат Андрійович Лохвицький (1770 (інші дані — 20(9).03.1774 — 23(11).09.1849) — археолог, пам'яткознавець, музейний діяч. Після того, як залишився сиротою, був узятий на виховання професором історії та словесності Х. А. Чеботарьовим (1746—1815; від 1804 — ректор Московського університету). 1790—1823 служив у державних установах Російської імперії: спочатку — в Експедиції державних рахунків, потім — в Адміралтейській і Військовій колегіях. 1816 мав чин статського радника. Після виходу у відставку з 1824 жив у Києві, започаткував систематичні археол. дослідження в історичній частині міста, атрибуцію, вивчення і збереження знайдених матеріалів. Досліджував залишки Десятинної церкви (1824), Золотих воріт (1832), Ірининської церкви й невідомого храму, який вважав Іллінською церквою (1833), некрополь поряд з Ірининською церквою, спостерігав за роботами з укріплення та консервації Золотих воріт. Вів щоденники розкопок (збереглися записи 1832—33). Укомплектував першу збірку археологічних матеріалів про особливості будівництва і архітектури столиці Київської Русі, про розвиток ремесел і побут її мешканців. Передав ці матеріали київському Університету св. Володимира (нині Київський національний університет імені Тараса Шевченка) в день його відкриття, а також подарував йому власну колекцію мінералів. Від 1834 — чиновник з особливих доручень при київському військовому, подільському і волинському генерал-губернаторові. Брав участь в економічному житті Києва, в організації боротьби з епідемією холери. 1835—37 — член першого в місті наукового історичного товариства — Тимчасового комітету для дослідження старожитностей у Києві. Став фундатором і першим завідувачем музею київських старожитностей при Київському університеті (1836—37; це була перша музейна установа в Києві).
Помер у м. Київ.